# エヴァ (小惑星)
エヴァ (164 Eva) は、小惑星帯に位置する比較的大きくて暗い小惑星の一つ。炭素が主成分のコンドライトで構成されていると考えられている。メインベルト小惑星としてはかなり歪んだ軌道を持っている。
1876年7月12日にパリでフランスの天文学者、アンリ兄弟により発見された。フランス語の女性の名前がつけられたが、誰の名前なのかは不明である。
2000年と2005年に（2005年は日本の岡山県で）掩蔽が観測された。